# Ebenavia
Ebenavia este un gen de șopârle din familia Gekkonidae.

Cladograma conform Catalogue of Life:
| Ebenavia | \| \| Ebenavia inunguis \| \| \| \| \| \| Ebenavia maintimainty \| \| \| \| |
|          | \| \| Ebenavia inunguis \| \| \| \| \| \| Ebenavia maintimainty \| \| \| \| |
|          | Ebenavia inunguis                                                           |
|          |                                                                             |
|          | Ebenavia maintimainty                                                       |
|          |                                                                             |